# Sofia Escobar
Sofia Escobar (Guimarães, 29 de novembro de 1984), é uma atriz e cantora portuguesa vencedora de galardão de Melhor Actriz de Teatro Musical em Inglaterra e uma nomeação para um “Laurence Olivier”.

## Biografia
Sofia foi para Londres com o objetivo de estudar na Guildhall School of Music and Drama.
Sofia Escobar vestiu, 50 anos depois da estreia de West Side Story, a pele da porto-riquenha Maria que se apaixona por Tony, antigo líder do gangue rival do seu irmão. A actriz portuguesa foi elogiada pelos grandes jornais londrinos e nomeada para prémios de teatro britânico.
Já antes de Maria, Sofia foi Christine, a personagem principal do O Fantasma da Ópera. Foram meses de audições até conseguir pisar pela primeira vez o palco do West End.
Após ter participado numa digressão mundial com o musical West Side Story, que passou por França, Itália e Malásia, Sofia Escobar regressou a Londres com a reconhecida peça O Fantasma da Ópera, onde interpretou a protagonista principal Christine Daaé.
A atriz fez uma participação especial na 7ª temporada da série juvenil Morangos Com Açúcar em 2010.
Em 2015 e 2016, Sofia fez parte do júri no programa Got Talent Portugal, transmitido pela RTP.
Participou no musical em homenagem a Eusébio e na peça denominada "Entre o Céu e a Terra" sobre as aparições de Fátima em 2016.
Em 2017, fez parte do elenco principal da novela Ouro Verde, da TVI, onde interpretou a personagem Inês Santiago.
Em 2020, Sofia regressa ao júri do programa Got Talent Portugal, transmitido pela RTP
Em 2022 apresenta um espetáculo com a Orquestra Filarmónica de Braga.

## Vida pessoal
É casada desde 2013 com o ator espanhol Gonzalo Ramos. Têm um filho em comum, Gabriel, nascido em março de 2014.

## Televisão
| Ano  | Projeto                          | Papel         | Notas            | Canal |
| ---- | -------------------------------- | ------------- | ---------------- | ----- |
| 2010 | Morangos com Açúcar              | Olívia Matos  | Elenco Principal | TVI   |
| 2015 | Got Talent Portugal (3.ª edição) | Ela Própria   | Jurada           | RTP1  |
| 2016 | Got Talent Portugal (4.ª edição) | Ela Própria   | Jurada           | RTP1  |
| 2017 | Ouro Verde                       | Inês Santiago | Elenco Principal | TVI   |
| 2020 | Got Talent Portugal (7.ª edição) | Ela Própria   | Jurada           | RTP1  |
| 2021 | Got Talent Portugal (8.ª edição) | Ela Própria   | Jurada           | RTP1  |
| 2022 | Got Talent Portugal (9.ª edição) | Ela Própria   | Jurada           | RTP1  |